# Los Molles
Los Molles är en ort i Argentina.   Den ligger i provinsen San Luis, i den centrala delen av landet, 700 km väster om huvudstaden Buenos Aires. Los Molles ligger 842 meter över havet och antalet invånare är 732.
Terrängen runt Los Molles är varierad. Närmaste större samhälle är Merlo, 10,6 km norr om Los Molles. 
Trakten runt Los Molles består i huvudsak av gräsmarker. Runt Los Molles är det glesbefolkat, med 10 invånare per kvadratkilometer.